# Municipio de Clinton (condado de Putnam)
El municipio de Clinton (en inglés: Clinton Township) es un municipio ubicado en el condado de Putnam en el estado estadounidense de Indiana. En el año 2010 tenía una población de 1275 habitantes y una densidad poblacional de 13,82 personas por km².

## Geografía
El municipio de Clinton se encuentra ubicado en las coordenadas 39°43′55″N 86°56′55″O / 39.73194, -86.94861. Según la Oficina del Censo de los Estados Unidos, el municipio tiene una superficie total de 92.29 km², de la cual 90,99 km² corresponden a tierra firme y (1,41 %) 1,3 km² es agua.

## Demografía
Según el censo de 2010, había 1275 personas residiendo en el municipio de Clinton. La densidad de población era de 13,82 hab./km². De los 1275 habitantes, el municipio de Clinton estaba compuesto por el 98,27 % blancos, el 0,47 % eran afroamericanos, el 0,24 % eran amerindios, el 0,55 % eran asiáticos, el 0,39 % eran de otras razas y el 0,08 % eran de una mezcla de razas. Del total de la población el 0,71 % eran hispanos o latinos de cualquier raza.